# Kornbod

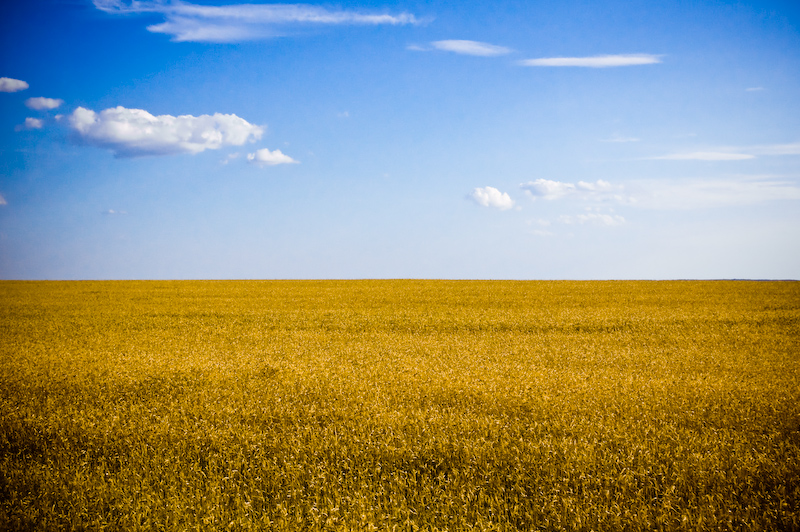
Sädesfält i Ukraina.

Kornbod (på engelska breadbasket eller granary) kallas en region som på grund av goda jord- eller väderförutsättningar producerar ett stort överskott av jordbruksprodukter. Exempel på områden som kallats kornbod är Ukraina och Skåne.
Termen har även använts i överförd betydelse om en plats där något annat skapas eller uppstår i oproportionerligt stor utsträckning, exempelvis religiös fundamentalism.